# 雨ぞ降る
『雨ぞ降る』（あめぞふる、原題・The Rains Came）は、1939年に製作・公開されたアメリカ合衆国の災害映画である。ルイス・ブロムフィールドの小説を基にクラレンス・ブラウンが監督、マーナ・ロイとタイロン・パワー、ジョージ・ブレントらが出演した。
1955年に『雨のランチプール』（The Rains of Ranchipur、ラナ・ターナーとリチャード・バートン出演）としてリメイクされている。

## キャスト
- エドウィナ・エスケス：マーナ・ロイ
- ラーマ・サフティ：タイロン・パワー
- トム・ランサム：ジョージ・ブレント
- ファーン・サイモン：ブレンダ・ジョイス
- アルバート（エドウィナの夫）：ナイジェル・ブルース
- マハラニ：マリア・オースペンスカヤ
- バネルジー：ジョセフ・シルドクラウト
- フィービー・スマイリー：ジェーン・ダーウェル
- サイモン夫人：マージョリー・ランボー
- ホーマー（フィービーの夫）：ヘンリー・トラヴァース
- マハラジャ：H・B・ワーナー

## スタッフ
- 製作：ダリル・F・ザナック
- 監督：クラレンス・ブラウン
- 脚本：フィリップ・ダン、ジュリアン・ジョゼフソン
- 音楽：アルフレッド・ニューマン
- 撮影：アーサー・C・ミラー
- 編集：バーバラ・マクリーン
- 美術：ウィリアム・S・ダーリング、ジョージ・ダドリー
- 装置：トーマス・リトル
- 衣裳：グウェン・ウェイクリング

## アカデミー賞受賞・ノミネーション
- 受賞
  - 特殊効果賞：フレッド・サーセン、エドマンド・H・ハンセン
- ノミネーション
  - 撮影賞（白黒）：アーサー・C・ミラー
  - 室内装置賞：ウィリアム・S・ダーリング、ジョージ・ダドリー
  - 録音賞：エドマンド・H・ハンセン
  - 編集賞：バーバラ・マクリーン
  - 作曲賞：アルフレッド・ニューマン